# Elecciones presidenciales de Argentina de 1922
Las elecciones presidenciales de Argentina de 1922 se llevaron a cabo para elegir al presidente de la República Argentina, que debía suceder a Hipólito Yrigoyen. Resultó elegido Marcelo T. de Alvear, miembro de la Unión Cívica Radical, quien superó al candidato liberal-conservador impulsado por la Concentración Nacional. La participación electoral fue del 55,3% de los ciudadanos habilitados, pero no se permitió votar a las mujeres, ni a los habitantes de los diez territorios nacionales entonces existentes. Fueron las elecciones presidenciales con menor participación de la historia de Argentina desde la sanción de la Ley Sáenz Peña.
Las elecciones de 1922 fueron las segundas realizadas bajo la Ley Sáenz Peña, que estableció el voto secreto y obligatorio para varones mayores de 18 años. La Constitución establecía también que la elección del presidente y vicepresidente debía realizarse en forma indirecta y por separado, delegando la elección final de cada uno, en colegios electorales provinciales integrados por representantes elegidos en la elección primaria, por el sistema de lista incompleta, correspondiendo dos tercios al ganador y un tercio a la segunda fuerza, en cada distrito electoral.
Marcelo Torcuato de Alvear (UCR) obtuvo el 50,5% del voto popular, superando por más de 20 puntos porcentuales al candidato liberal-conservador Norberto Piñero, de la federación de partidos Concentración Nacional, creada para suceder al extinto Partido Autonomista Nacional (PAN). Ganó en diez de los quince distritos electorales (Buenos Aires, Capital Federal, Entre Ríos, Santa Fe, Córdoba, San Luis, La Rioja, Catamarca, Santiago del Estero y Jujuy) y perdió en los cinco restantes (Mendoza, San Juan, Tucumán, Salta y Corrientes). En el Colegio Electoral Alvear obtuvo 235 votos, al igual que el vicepresidente, sobre un total de 376 electores.  

## Antecedentes
La presidencia de Hipólito Yrigoyen, primer presidente democráticamente electo de la historia de Argentina, se vio marcada por contradicciones masivas. Siendo uno de los fundadores, en 1891, del primer movimiento partidario al pluralismo político exitoso, la Unión Cívica Radical (UCR), Yrigoyen llenó cinco de los ocho lugares en su Gabinete con miembros del antiguo Partido Autonomista Nacional, monopolizador del poder político durante la generación del 80. A pesar de sus declaraciones a favor del sufragio secreto, intervino provincias para deponer a dieciocho gobernadores electos, incluyendo cuatro de su propio partido. Medió numerosos conflictos laborales, pero se vio incapacitado para frenar la brutalidad policíaca y militar contra los trabajadores en huelga. La onda de violencia resultante se agravó con la creación del grupo paramilitar Liga Patriótica Argentina por una facción reaccionaria de la clase alta del país, mientras Yrigoyen (y los tribunales) permanecieron en gran medida en silencio sobre estos problemas. Más de dos mil huelguistas murieron, incluyendo varios que fueron quemados vivos.
A pesar de estos acontecimientos, se implementaron una serie de reformas positivas, incluyendo la primera pensión significativa del país, las leyes de negociación colectiva y reforma agraria, así como la ampliación del acceso a la educación superior, y la creación de la primera empresa estatal importante (la petrolera YPF). La economía argentina se recuperó con fuerza tras el final de la Primera Guerra Mundial en lo relacionado con la escasez de bienes y de crédito, y la política de mano de obra vigorosa de Yrigoyen ayudó a traducir esto en un aumento del nivel de vida de la población. La oposición conservadora del Congreso, que había interrumpido las políticas de Yrigoyen a inicios de su mandato, se vio rápidamente depurada del legislativo por una serie de amplias victorias electorales de la UCR en la Cámara de Diputados, aunque el Senado, que seguía siendo elegido indirectamente, todavía tenía una ligera mayoría conservadora, que sería derrotada en las elecciones legislativas de ese mismo año.

## Candidaturas
Yrigoyen estaba preparado para dejar el cargo, no así el control político sobre el país, viéndose acosado dentro de la propia UCR. Se decidió escoger como candidato a Presidente a un cofundador del partido, el entonces embajador de Argentina ante Francia, Marcelo Torcuato de Alvear. Proveniente de una familia de terratenientes tradicionales del país, Alvear aplacó los temores de Yrigoyen de perder el control sobre la UCR, riesgo que el propio Yrigoyen previno asegurando la candidatura de su amigo personal y exjefe de la policía de Buenos Aires Elpidio González como compañero de fórmula de Alvear. La mayoría de los demás partidos opositores siguieron el ejemplo de la UCR y, en lugar de proponer a sus figuras primordiales y líderes como candidatos, escogieron a candidatos más austeros con inclinaciones reformistas. Los conservadores formaron la alianza Concentración Nacional, pero no nominaron al líder Marcelino Ugarte, ex Gobernador de la Provincia de Buenos Aires, como su candidato a Presidente, sino que se decantaron por Norberto Piñero, abogado de derecho penal. En 1890, Piñero había logrado una revisión necesaria del Código Penal de la Nación Argentina, un logro previo que sus seguidores esperaban podría, en opinión de los votantes, ser más importante que los vínculos de la Concentración Nacional con la violenta Liga Patriótica Argentina. El Partido Demócrata Progresista, que anteriormente no había conseguido promover una reforma centrista con Lisandro de la Torre, escogió a Carlos Ibarguren, ex Ministro de Educación, como candidato presidencial. Nicolás Repetto, un respetado líder del movimiento cooperativo, fue el candidato del Partido Socialista.
En la Provincia de Mendoza los comicios generales fueron anulados por la Junta Electoral, razón por la cual se realizó una nueva elección el 14 de mayo, con elecciones complementarias el 28 del mismo mes.

### Unión Cívica Radical
|                                               |                                |
| Marcelo T. de Alvear                          | Elpidio González               |
| para presidente                               | para vicepresidente            |
| {{{descripción}}}                             | {{{descripción}}}              |
| Embajador de Argentina en Francia (1917-1922) | Ministro de Guerra (1916-1918) |

### Concentración Nacional
| Concentración Nacional |                                   |
| Partido Conservador |                                   |
| Norberto Piñero | Rafael Núñez                      |
| para presidente | para vicepresidente               |
| {{{descripción}}} | {{{descripción}}}                 |
| Ministro de Hacienda (1913) | Gobernador de Córdoba (1919-1921) |
| Partidos en la alianza: - Partido Conservador - Partido Demócrata de Córdoba - Unión Provincial - Unión Tucumana - Pacto Autonomista Liberal |                                   |

### Partido Demócrata Progresista
|                                                        |                                            |
| Carlos Ibarguren                                       | Francisco Correa                           |
| para presidente                                        | para vicepresidente                        |
| {{{descripción}}}                                      | {{{descripción}}}                          |
| Ministro de Justicia e Instrucción Pública (1913-1914) | Diputado Nacional por Santa Fe (1914-1918) |

### Partido Socialista
|                                                   |                                                   |
| Nicolás Repetto                                   | Antonio de Tomaso                                 |
| para presidente                                   | para vicepresidente                               |
| {{{descripción}}}                                 | {{{descripción}}}                                 |
| Diputado Nacional por Capital Federal (1913-1934) | Diputado Nacional por Capital Federal (1914-1930) |

### Unión Cívica Radical Principista
|                                        |                       |
| Miguel Laurencena                      | Carlos Francisco Melo |
| para presidente                        | para vicepresidente   |
| {{{descripción}}}                      | {{{descripción}}}     |
| Gobernadores de Entre Ríos (1914-1918) |                       |

## Resultados
Las elecciones, con baja participación, dieron lugar a una holgada victoria para la UCR. Alvear, que no había hecho campaña en absoluto, se enteró de los resultados del voto popular el mismo 2 de abril, al recibir una llamada telefónica del presidente Yrigoyen.
| Fórmula                | Fórmula                | Partido                      | Partido                                          | Partido                                             | Voto popular | Voto popular | Voto electoral | Voto electoral |
| Presidente             | Vicepresidente         | Partido                      | Partido                                          | Partido                                             | Votos        | %            | Votos          | %              |
| ---------------------- | ---------------------- | ---------------------------- | ------------------------------------------------ | --------------------------------------------------- | ------------ | ------------ | -------------- | -------------- |
| Marcelo T. de Alvear   | Elpidio González       |                              | Unión Cívica Radical                             | Unión Cívica Radical                                | 419.170      | 50,49        | 216            | 57,45          |
| Norberto Piñero        | Rafael Núñez           |                              |                                                  | Partido Conservador de la Provincia de Buenos Aires | 62.029       | 7,47         | 29             | 7,71           |
| Norberto Piñero        | Rafael Núñez           |                              | Concentración Popular de Entre Ríos              | 31.485                                              | 3,79         | 7            | 1,86           |                |
| Norberto Piñero        | Rafael Núñez           |                              | Partido Demócrata de Córdoba                     | 31.078                                              | 3,74         | 11           | 2,93           |                |
| Norberto Piñero        | Rafael Núñez           |                              | Concentración Nacional de la Capital Federal     | 25.415                                              | 3,06         |              |                |                |
| Norberto Piñero        | Rafael Núñez           |                              | Concentración Nacional de Corrientes             | 27.239                                              | 3,28         | 12           | 3,19           |                |
| Norberto Piñero        | Rafael Núñez           |                              | Unión Provincial                                 | 17.120                                              | 2,06         | 12           | 3,19           |                |
| Norberto Piñero        | Rafael Núñez           |                              | Partido Liberal de Tucumán                       | 12.817                                              | 1,54         | 6            | 1,60           |                |
| Norberto Piñero        | Rafael Núñez           |                              | Partido Demócrata Liberal de San Luis            | 6.709                                               | 0,81         | 3            | 0,80           |                |
| Norberto Piñero        | Rafael Núñez           |                              | Concentración Cívica                             | 5.972                                               | 0,72         | 2            | 0,53           |                |
| Norberto Piñero        | Rafael Núñez           |                              | Concentración Catamarqueña                       | 5.750                                               | 0,69         | 2            | 0,53           |                |
| Norberto Piñero        | Rafael Núñez           |                              | Partido Liberal de Mendoza                       | 3.348                                               | 0,40         | 5            | 1,33           |                |
| Norberto Piñero        | Rafael Núñez           |                              | Unión Popular de La Rioja                        | 2.140                                               | 0,26         | 2            | 0,53           |                |
| Norberto Piñero        | Rafael Núñez           | Total Concentración Nacional | Total Concentración Nacional                     | Total Concentración Nacional                        | 231.102      | 27,84        | 91             | 24,20          |
| Nicolás Repetto        | Antonio de Tomaso      |                              | Partido Socialista                               | Partido Socialista                                  | 78.472       | 9,45         | 22             | 5,85           |
| Miguel Laurencena      | Carlos Francisco Melo  |                              |                                                  | Unión Cívica Radical de Tucumán                     | 16.671       | 2,01         | 12             | 3,19           |
| Miguel Laurencena      | Carlos Francisco Melo  |                              | Unión Cívica Radical Lencinista                  | 14.150                                              | 1,70         | 11           | 2,93           |                |
| Miguel Laurencena      | Carlos Francisco Melo  |                              | Unión Cívica Radical Principista                 | 11.670                                              | 1,41         |              |                |                |
| Miguel Laurencena      | Carlos Francisco Melo  |                              | Unión Cívica Radical Bloquista                   | 7.048                                               | 0,85         | 7            | 1,86           |                |
| Miguel Laurencena      | Carlos Francisco Melo  |                              | Unión Cívica Radical de Salta                    | 6.707                                               | 0,81         | 3            | 0,80           |                |
| Miguel Laurencena      | Carlos Francisco Melo  |                              | Unión Cívica Radical Intransigente de Entre Ríos | 2.377                                               | 0,29         |              |                |                |
| Miguel Laurencena      | Carlos Francisco Melo  |                              | Unión Cívica Radical Roja de San Luis            | 126                                                 | 0,02         |              |                |                |
| Miguel Laurencena      | Carlos Francisco Melo  | Total Laurencena - Melo      | Total Laurencena - Melo                          | Total Laurencena - Melo                             | 58.749       | 7,08         | 33             | 8,78           |
| Carlos Ibarguren       | Francisco E. Correa    |                              | Partido Demócrata Progresista                    | Partido Demócrata Progresista                       | 41.841       | 5,04         | 14             | 3,72           |
| No presentó candidatos | No presentó candidatos |                              | Unión Radical Jujeña                             | Unión Radical Jujeña                                | 1            | 0,00         |                |                |
|                        | Otros                  | Otros                        | 809                                              | 0,10                                                |              |              |                |                |
| Votos positivos        | Votos positivos        | Votos positivos              | Votos positivos                                  | Votos positivos                                     | 830.144      | 94,59        |                |                |
| Votos en blanco        | Votos en blanco        | Votos en blanco              | Votos en blanco                                  | Votos en blanco                                     | 14.462       | 1,65         |                |                |
| Diferencia de actas    | Diferencia de actas    | Diferencia de actas          | Diferencia de actas                              | Diferencia de actas                                 | 33.046       | 3,77         |                |                |
| Participación          | Participación          | Participación                | Participación                                    | Participación                                       | 877.652      | 55,32        |                |                |
| Electores registrados  | Electores registrados  | Electores registrados        | Electores registrados                            | Electores registrados                               | 1.586.366    | 100          |                |                |
| Fuente:                |                        |                              |                                                  |                                                     |              |              |                |                |

### Resultados por distrito
|                     |     | Alvear/González (UCR) | Alvear/González (UCR) | Alvear/González (UCR) | Piñero/Núñez (Concentración) | Piñero/Núñez (Concentración) | Piñero/Núñez (Concentración) | Repetto/Di Tomasso (PS) | Repetto/Di Tomasso (PS) | Repetto/Di Tomasso (PS) | Laurencena/Melo (UCR-P) | Laurencena/Melo (UCR-P) | Laurencena/Melo (UCR-P) | Otros partidos | Otros partidos | Otros partidos | Blancos/Dif. | Blancos/Dif. | Participación | Participación | Registrados |
| Provincia           | El. | Votos                 | %                     | El.                   | Votos                        | %                            | El.                          | Votos                   | %                       | El.                     | Votos                   | %                       | El.                     | Votos          | %              | El.            | Votos        | %            | Votos         | %             | Registrados |
| ------------------- | --- | --------------------- | --------------------- | --------------------- | ---------------------------- | ---------------------------- | ---------------------------- | ----------------------- | ----------------------- | ----------------------- | ----------------------- | ----------------------- | ----------------------- | -------------- | -------------- | -------------- | ------------ | ------------ | ------------- | ------------- | ----------- |
| Buenos Aires        | 88  | 114.639               | 60,64                 | 59                    | 62.029                       | 32,81                        | 29                           | 12.379                  | 6,55                    | —                       | —                       | —                       | —                       | —              | —              | —              | 8.873        | 4,48         | 197.920       | 48,65         | 406.848     |
| Capital Federal     | 68  | 68.192                | 40,69                 | 46                    | 25.415                       | 15,17                        | —                            | 54.813                  | 32,71                   | 22                      | 9.393                   | 5,60                    | —                       | 9.772          | 5,83           | —              | 13.783       | 7,60         | 181.368       | 73,56         | 246.567     |
| Catamarca           | 8   | 10.291                | 63,47                 | 6                     | 5.750                        | 35,47                        | 2                            | 105                     | 0,65                    | —                       | —                       | —                       | —                       | 67             | 0,41           | —              | 278          | 1,69         | 16.491        | 61,31         | 26.896      |
| Córdoba             | 34  | 47.838                | 59,98                 | 23                    | 31.078                       | 38,97                        | 11                           | 577                     | 0,72                    | —                       | 261                     | 0,33                    | —                       | —              | —              | —              | 3.458        | 4,16         | 83.212        | 46,77         | 177.908     |
| Corrientes          | 18  | 19.944                | 42,27                 | 6                     | 27.239                       | 57,73                        | 12                           | —                       | —                       | —                       | —                       | —                       | —                       | —              | —              | —              | 619          | 1,29         | 47.802        | 52,59         | 90.896      |
| Entre Ríos          | 22  | 33.652                | 49,47                 | 15                    | 31.485                       | 46,29                        | 7                            | 412                     | 0,61                    | —                       | 2.377                   | 3,49                    | —                       | 97             | 0,14           | —              | 2.221        | 3,16         | 70.244        | 68,07         | 103.199     |
| Jujuy               | 8   | 7.678                 | 93,18                 | 6                     | 468                          | 5,68                         | 2                            | —                       | —                       | —                       | —                       | —                       | —                       | 94             | 1,14           | —              | 1.396        | 14,49        | 9.636         | 56,96         | 16.918      |
| La Rioja            | 8   | 6.775                 | 61,98                 | 6                     | 2.140                        | 19,58                        | 2                            | —                       | —                       | —                       | 2.016                   | 18,44                   | —                       | —              | —              | —              | 282          | 2,51         | 11.213        | 53,43         | 20.986      |
| Mendoza             | 16  | 2.175                 | 9,75                  | —                     | 3.348                        | 15,01                        | 5                            | 2.590                   | 11,61                   | —                       | 14.150                  | 63,45                   | 11                      | 37             | 0,17           | —              | 2.072        | 8,50         | 24.372        | 42,57         | 57.250      |
| Salta               | 10  | 2.869                 | 15,66                 | —                     | 8.740                        | 47,70                        | 7                            | —                       | —                       | —                       | 6.707                   | 36,61                   | 3                       | 5              | 0,03           | —              | 920          | 4,78         | 19.241        | 53,63         | 35.877      |
| San Juan            | 10  | 5.639                 | 29,88                 | 3                     | 5.504                        | 29,16                        | —                            | 414                     | 2,19                    | —                       | 7.048                   | 37,34                   | 7                       | 270            | 1,43           | —              | 647          | 3,31         | 19.522        | 69,10         | 28.253      |
| San Luis            | 10  | 7.569                 | 51,69                 | 7                     | 6.709                        | 45,81                        | 3                            | —                       | —                       | —                       | 126                     | 0,86                    | —                       | 240            | 1,64           | —              | —            | —            | 14.644        | 45,98         | 31.852      |
| Santa Fe            | 42  | 57.851                | 62,26                 | 28                    | —                            | —                            | —                            | 3.004                   | 3,23                    | —                       | —                       | —                       | —                       | 32.069         | 34,51          | 14             | 10.842       | 10,45        | 103.766       | 59,49         | 174.430     |
| Santiago del Estero | 16  | 27.237                | 74,46                 | 11                    | 8.380                        | 22,91                        | 5                            | 962                     | 2,63                    | —                       | —                       | —                       | —                       | —              | —              | —              | —            | —            | 36.579        | 49,88         | 73.334      |
| Tucumán             | 6   | 6.821                 | 17,26                 | —                     | 12.817                       | 32,43                        | 6                            | 3.216                   | 8,14                    | —                       | 16.671                  | 42,18                   | 12                      | —              | —              | —              | 2.117        | 5,08         | 41.642        | 43,76         | 95.152      |
| Total               | 364 | 419.170               | 50,49                 | 216                   | 231.102                      | 27,84                        | 91                           | 78.472                  | 9,45                    | 22                      | 58.749                  | 7,08                    | 33                      | 42.651         | 5,14           | 14             | 47.508       | 5,41         | 877.652       | 55,32         | 1.586.366   |

## Resultados del Colegio Electoral
Los colegios electorales se reunieron el 12 de junio de 1922, en cada una de las capitales provinciales y en la Ciudad de Buenos Aires, proclamando ganadores a Marcelo T. de Alvear y Elpidio González. El 27 de julio de 1922 la Asamblea Legislativa, la Cámara de Diputados y el Senado, dio la aprobación definitiva de las elecciones.
| Candidato a Presidente | Candidato a Presidente | Partido                          | Votos Electorales |
| ---------------------- | ---------------------- | -------------------------------- | ----------------- |
|                        | Marcelo T. de Alvear   | Unión Cívica Radical             | 235               |
|                        | Norberto Piñero        | Concentración Nacional           | 60                |
|                        | Nicolás Repetto        | Partido Socialista               | 22                |
|                        | Carlos Ibarguren       | Partido Demócrata Progresista    | 10                |
|                        | Miguel Laurencena      | Unión Cívica Radical Principista | 6                 |
|                        | Rafael Núñez           | Concentración Nacional           | 2                 |
|                        | José A. Correa         | Unión Cívica Radical Bloquista   | 1                 |
| Total de votos         | Total de votos         | Total de votos                   | 336               |
| No votaron             | No votaron             | No votaron                       | 40                |
| Total de electores     | Total de electores     | Total de electores               | 376               |

| Candidato a Vicepresidente | Candidato a Vicepresidente | Partido                          | Votos Electorales |
| -------------------------- | -------------------------- | -------------------------------- | ----------------- |
|                            | Elpidio González           | Unión Cívica Radical             | 235               |
|                            | Rafael Núñez               | Concentración Nacional           | 60                |
|                            | Antonio de Tomaso          | Partido Socialista               | 22                |
|                            | Francisco E. Correa        | Partido Demócrata Progresista    | 12                |
|                            | Carlos Francisco Melo      | Unión Cívica Radical Principista | 6                 |
|                            | Marcial V. Quiroga         | Unión Cívica Radical Bloquista   | 1                 |
| Total de votos             | Total de votos             | Total de votos                   | 336               |
| No votaron                 | No votaron                 | No votaron                       | 40                |
| Total de electores         | Total de electores         | Total de electores               | 376               |

### Voto electoral por distrito
| Provincia           | Presidente | Presidente | Presidente | Presidente | Presidente | Presidente | Presidente |          | Vicepresidente | Vicepresidente | Vicepresidente | Vicepresidente | Vicepresidente | Vicepresidente |  | No votaron |
| Provincia           | de Alvear  | Piñero     | Repetto    | Ibarguren  | Laurencena | Núñez      | J. Correa  | González | Núñez          | de Tomaso      | F. E. Correa   | Melo           | Quiroga        |                |  | No votaron |
| ------------------- | ---------- | ---------- | ---------- | ---------- | ---------- | ---------- | ---------- | -------- | -------------- | -------------- | -------------- | -------------- | -------------- | -------------- |  | ---------- |
| Buenos Aires        | 56         | 22         |            |            |            |            |            |          | 56             | 22             |                |                |                |                |  | 10         |
| Capital Federal     | 46         |            | 22         |            |            |            |            | 46       |                | 22             |                |                |                |                |  |            |
| Catamarca           | 6          | 1          |            |            |            |            |            | 6        | 1              |                |                |                |                | 1              |  |            |
| Córdoba             | 22         | 9          |            |            |            |            |            | 22       | 9              |                |                |                |                | 3              |  |            |
| Corrientes          | 6          | 11         |            |            |            |            |            | 6        | 11             |                |                |                |                | 1              |  |            |
| Entre Ríos          | 15         | 3          |            |            |            |            |            | 15       | 3              |                |                |                |                | 4              |  |            |
| Jujuy               | 6          | 2          |            |            |            |            |            | 6        | 2              |                |                |                |                |                |  |            |
| La Rioja            | 6          | 2          |            |            |            |            |            | 6        | 2              |                |                |                |                |                |  |            |
| Mendoza             | 11         |            |            |            |            |            |            | 11       |                |                |                |                |                | 5              |  |            |
| Salta               | 3          | 4          |            |            |            |            |            | 3        | 4              |                |                |                |                | 3              |  |            |
| San Juan            | 2          |            |            |            | 6          |            | 1          | 2        |                |                |                | 6              | 1              | 1              |  |            |
| San Luis            | 7          |            |            |            |            |            |            | 7        |                |                |                |                |                | 3              |  |            |
| Santa Fe            | 28         |            |            | 10         |            |            |            | 28       |                |                | 10             |                |                | 4              |  |            |
| Santiago del Estero | 11         |            |            |            |            | 2          |            | 11       |                |                | 2              |                |                | 3              |  |            |
| Tucumán             | 10         | 6          |            |            |            |            |            | 10       | 6              |                |                |                |                | 2              |  |            |
| Total               | 235        | 60         | 22         | 10         | 6          | 2          | 1          |          | 235            | 60             | 22             | 12             | 6              | 1              |  | 40         |
| Fuentes:            |            |            |            |            |            |            |            |          |                |                |                |                |                |                |  |            |